# Anthurium angustispadix
Anthurium angustispadix Croat & R.A.Baker, 1979 è una pianta della famiglia delle Aracee, diffusa dalla Costa Rica a Panama.